# Jenő Károly
Jenő József Karolý (ur. 15 stycznia 1886 w Budapeszcie, zm. 28 lipca 1926 w Rivoli) – węgierski piłkarz, reprezentant kraju, trener Juventusu.
Był zawodnikiem  MTK Budapest (1903–1910) i  Budapesti AK (1910–1919).
W latach 1903–1918 25 razy wystąpił w reprezentacji Węgier, strzelając 10 bramek. Wystąpił z nią na igrzyskach olimpijskich w 1912 w Sztokholmie.
Funkcję trenera Juventusu Jenő Karolý pełnił w latach 1923–1926. W sezonie 1925/1926 zespół zdobył swoje drugie mistrzostwo Włoch.